# منینگ (آیووا)
منینگ (به انگلیسی: Manning) شهری در ایالت آیووا کشور ایالات متحده آمریکا است که جمعیت آن در سرشماری سال ۲۰۱۰ میلادی، ۱٬۵۰۰ نفر بوده‌است.